# Sự kiện UFO Alderney 2007

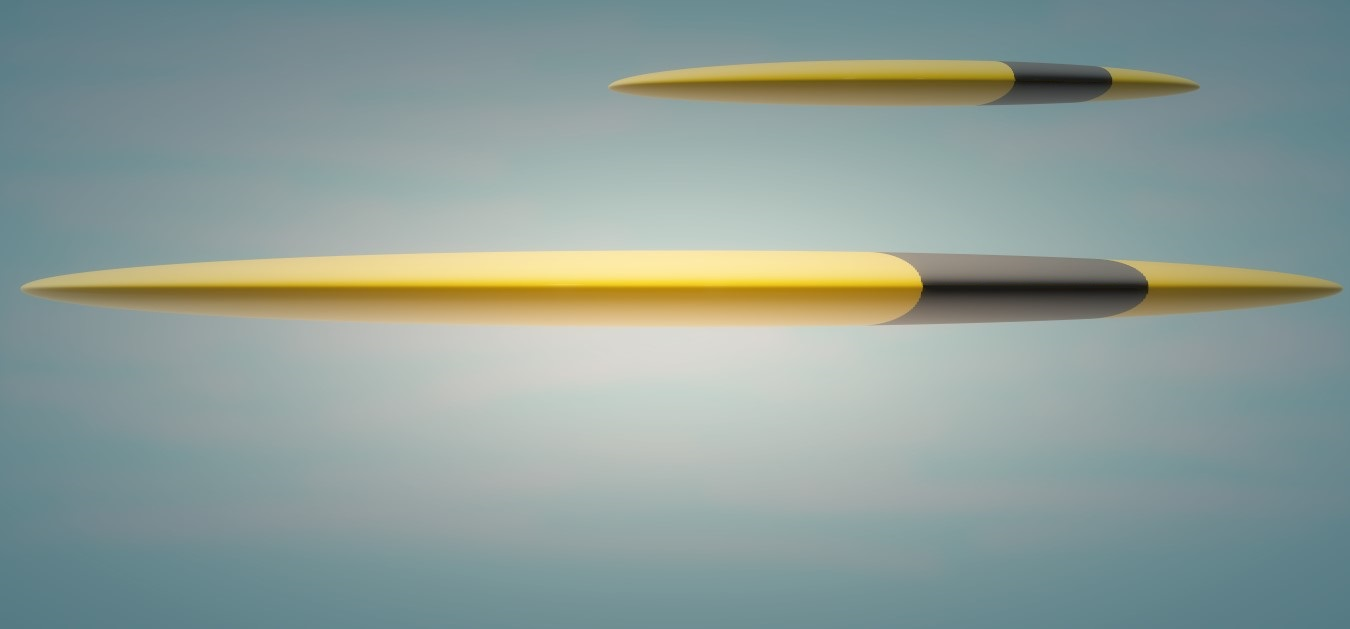
Hình minh họa UFO dựa trên ghi chú của Cơ trưởng Boywer trong chuyến bay này.

Sự kiện UFO Alderney là vụ phi hành đoàn trên chuyến bay thuộc hãng hàng không dân dụng Aurigny Air Services đã tận mắt chứng kiến hai vật thể bay không xác định (UFO) xảy ra vào ngày 23 tháng 4 năm 2007. Sự kiện bắt đầu kể từ lúc Cơ trưởng Ray Bowyer đang lái máy bay chở khách thông thường thì đột nhiên cả ông và hành khách của mình nhìn thấy ngày càng rõ ràng hơn cảnh tượng hai chiếc UFO trong khoảng thời gian từ 12 đến 15 phút. Bowyer đã có 18 năm kinh nghiệm bay, và chuyến bay kéo dài 45 phút là chuyến bay mà ông đã hoàn thành mỗi ngày trong suốt hơn 8 năm làm việc.
Hành trình dài 80 dặm (130 km) trong 45 phút đưa họ từ Southampton trên bờ biển phía nam nước Anh bay về phía tây nam đến Alderney, cách nước Pháp 10 dặm (16 kilômét) và cực bắc của Quần đảo Channel. Đường bay cụ thể của UFO đã khiến hai chiếc phi thuyền khổng lồ hội tụ gần nhau, có vẻ như đứng yên tại chỗ và nhìn giống hệt nhau, phát ra luồng sáng vàng rực. Một phi công của chiếc máy bay gần Sark, cách đó 25 mi (40 km) về phía nam, đã xác nhận sự hiện diện, vị trí chung và độ cao của vật thể đầu tiên từ hướng ngược lại.
Những dấu vết radar dường như cũng ghi nhận sự hiện diện của hai vật thể này mà Ray Bowyer tin tưởng rằng có tương quan với vị trí và thời gian chứng kiến. Tuy vậy, một nghiên cứu của David Clarke, không thể thiết lập nổi mối liên hệ xác định, vì phản xạ radar của loại máy bay chở hàng hoặc chở khách có thể đã ảnh hưởng đến ít nhất một số kết quả này. Bowyer không đồng ý với nhóm của Clarke về mối liên hệ khả nghi là giữa dấu vết radar và phà, và đề xuất rằng hai chiếc phi thuyền rắn chắc chẳng thể nào được sản xuất trên Trái Đất, đã hoạt động đồng loạt vào ngày hôm đó, như bằng chứng này gợi ý rằng chuyến bay lần này của UFO đều được phối hợp theo thời gian và không gian. Cơ trưởng Patterson cùng nhân chứng phi công thứ hai bèn nêu một số loại "hiện tượng khí quyển" nhằm cung cấp lời giải thích dành cho sự kiện kỳ lạ này.